# 瑞应
瑞应（1621年九月—1629年八月）为中国明朝彝族起事者奢崇明的年号，前后共9年。
《崇禎長編》作「改元應順，建號大梁」。

## 公元纪年对照表
| 瑞应 | 元年   | 二年   | 三年   | 四年   | 五年   | 六年   | 七年   | 八年   | 九年   |
| ---- | ------ | ------ | ------ | ------ | ------ | ------ | ------ | ------ | ------ |
| 公元 | 1621年 | 1622年 | 1623年 | 1624年 | 1625年 | 1626年 | 1627年 | 1628年 | 1629年 |
| 干支 | 辛酉   | 壬戌   | 癸亥   | 甲子   | 乙丑   | 丙寅   | 丁卯   | 戊辰   | 己巳   |

## 同期存在的其他政权年号
- 中國
  - 天启（1621年—1627年）：明—明熹宗朱由校之年号
  - 崇祯（1628年—1644年）：明—朱由检之年号
  - 中元（1621年）：明朝時期—劉應選之年號
  - 玄静（1622年）：明朝时期—万俟德之年号
  - 大成兴盛（大乘兴胜）（1622年）：明朝时期—徐鴻儒之年号
  - 一統（1622年）：明朝時期—鄭振明擬用之年號
  - 懿德（1624年）：明朝時期—楊桓、楊從儒之年號
  - 寬和（1625年）：明朝時期—浙江海寇之年號
  - 永兴（1628年）：明朝时期—张惟元之年号
  - 天命（1616年—1626年）：后金—努尔哈赤之年号
  - 天聪（1627年—1636年）：后金—明太宗皇太极之年号
- 日本
  - 元和（1615年－1624年）：後水尾天皇之年號
  - 寬永（1624年－1644年）：後水尾天皇、明正天皇、後光明天皇之年號
- 越南
  - 永祚（1618年－1629年）：後黎朝—黎神宗黎维祺之年号
  - 德隆（1629年－1635年）：后黎朝—黎神宗黎维祺之年号
  - 隆泰（1594年－1628年）：莫朝—莫敬寬之年号
  - 順德（1628年－1677年）：莫朝—莫敬完之年号

## 參看
- 中国年号列表